# 迪德瑟
迪德瑟是德国下萨克森州的一个市镇。总面积7.41平方公里，总人口1322人，其中男性660人，女性662人（2011年12月31日），人口密度178人/平方公里。